# Situla del vescovo Gotofredo
La situla di Gotofredo è un vaso liturgico commissionato da Gotofredo, arcivescovo di Milano, e oggi conservato nel Museo del Tesoro del Duomo di Milano.

## Storia e descrizione
Gotofredo la commissionò per l'incoronazione di Ottone II nel 979; in seguito non fu donata alla basilica di Sant'Ambrogio di Milano, come già ritenuto, ma rimase nel Duomo di Milano, dove è già attestata in tempi antichi. L'opera fu realizzata in avorio, mediante intaglio, negli anni Settanta del X secolo.

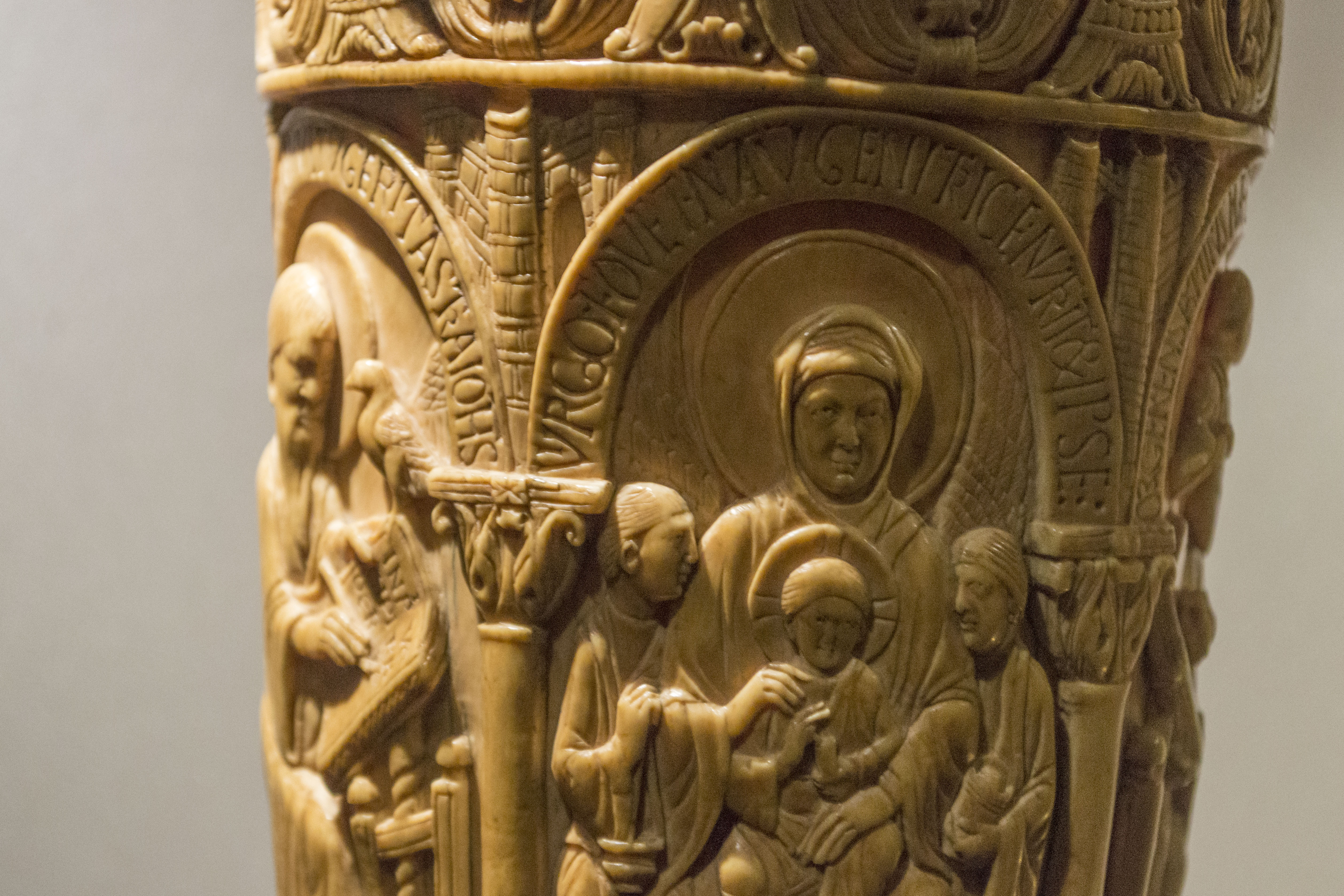
particolare

Un elegante fregio d'acanto corre nel bordo superiore sotto a un'iscrizione, mentre nel bordo inferiore  trova posto un motivo a chiave greca. Fra queste due fasce, entro quattro arcate, le figure degli Evangelisti con i loro relativi simboli (tetramorfo) convergono verso la quinta arcata, che ospita la Vergine che tiene in braccio il Bambino, affiancata da due angeli che reggono rispettivamente una situla e un turibolo.
I volumi delle figure, solidi e ben torniti, emergono dallo spazio delle arcate. La composizione è ordinata e gli spazi sono suddivisi in egual misura, separati da colonne con capitelli. Fra gli archi si nota un'architettura che richiama delle torri: si ipotizza siano le porte della Gerusalemme Celeste.
Gli Evangelisti sono molto simili fra loro nell'aspetto, nei gesti e nei volti con la barba appuntita. Questa omogeneità rivela che l'artefice volle imitare la maniera antica, ma riprendendo anche i modelli carolingi.